# Endorphine
| |
| |
| |
| |
| |
| α-Endorphine, β-endorphine, γ-endorphine, α-néo-endorphine et β-néo-endorphine, les cinq principales endorphines. |

Une endorphine (de l'abréviation endogenous morphine — morphine endogène) est un neuropeptide opioïde endogène, c'est-à-dire un peptide agissant comme un neuromédiateur, produit par le corps, agissant sur les récepteurs opiacés, sans toutefois être chimiquement apparenté aux composés de l'opium.
Les endorphines sont sécrétées par le complexe hypothalamo-hypophysaire chez les vertébrés lors d'activité physique intense, excitation, douleur et orgasme. On les retrouve entre autres dans le cerveau et la moelle épinière ainsi que dans le système digestif. Comme les opiacés, et en particulier la morphine (d'où leur nom), elles ont une capacité analgésique et procurent une sensation de bien-être voire d'euphorie. On compte dans cette famille principalement cinq composés : α-endorphine, β-endorphine, γ-endorphine, α-néoendorphine et β-néoendorphine.

## Histoire
Les premières endorphines ont été découvertes par John Hughes et Hans Kosterlitz dans le cerveau d'un cobaye. Ils appelèrent celles-ci enképhalines (du grec enkephalos : dans la tête).
D'après une étude d'Olds et Milner en 1952, il a été démontré que ces récepteurs opiacés provoquaient chez les mammifères des sensations de plaisir. Une expérience consistait à présenter à un rat une petite pédale qui en l'actionnant transmettait de l'endorphine (alors appelée enképhaline) à son cerveau. Le rat actionne tout d'abord la pédale par hasard, puis rapidement l'animal comprend et appuie de plus en plus fréquemment, jusqu'à ne plus se nourrir et finit par mourir. Les recherches actuelles mettent en évidence des réseaux plus complexes que ceux découverts dans les années 1970, la neuro-imagerie va probablement remettre en question le modèle causaliste linéaire qu'on utilise depuis lors pour expliquer toutes sortes de dépendances. Les recherches sur la complexité et la spécificité des mécanismes du plaisir, de la dépendance ou des addictions en sont aux balbutiements.

## Étymologie
Endorphine est un terme résultant d'une abréviation de l'expression substance morphinique endogène. En effet, les endorphines agissent comme la morphine, mais sont sécrétées par l'organisme.

## Dépendance
En faisant de l'exercice physique, la fabrication d'endorphines peut être augmentée jusqu'à dix fois la quantité normale. C'est pourquoi on recommande souvent aux personnes un peu déprimées, aux anciens fumeurs, anciens buveurs et a fortiori aux personnes opioïdo-dépendantes en cours de sevrage de reprendre progressivement une activité physique régulière (jogging, vélo, natation) d'au moins trente minutes par jour à un rythme soutenu car celle-ci augmente naturellement la production d'endorphines (car l'activité physique agit comme un stress sur l'organisme, lequel y répond par la libération de β-endorphine).
Les endorphines sont aussi libérées naturellement après un orgasme. Ce qui provoque la détente, la relaxation et même l'envie de dormir après un acte sexuel. Les endorphines sont ensuite rapidement dégradées, leur effet est court.